# 定昭
定昭（じょうしょう、延喜6年（906年） - 天元6年3月21日（983年5月6日））は、平安時代中期の真言宗の僧。父は左大臣藤原師尹。嵯峨僧都・一乗院僧都も称される。定照とも。
興福寺の忍斅（にんこう）に法相を学び、寛空に灌頂を受けて大覚寺別当に任じられた。康保3年（966年）に権律師、天元2年（979年）には大僧都に昇任している。また、東寺長者・興福寺別当・金剛峯寺座主を歴任し、興福寺一乗院を創建した。晩年は「法華経」読誦に専念した。